# 迷失在黑暗之中
《迷失在黑暗之中》是美国后末日题材电视剧《最后生还者》第一季的第一集（试播集），由创剧人克雷格·麦辛和尼尔·德鲁克曼编剧，麦辛执导，于2023年1月15日在HBO播出。该集主要讲述了一种虫草属变异真菌引发全球疫情，将感染者变成攻击性强的嗜血怪物，主角乔尔（佩德羅·帕斯卡饰）试图护送女儿莎拉（尼科·帕克饰）逃离。20年后，乔尔和他的搭档泰絲（安娜·托芙饰）开始寻找乔尔的弟弟汤米（蓋布瑞·盧納饰），并接下护送少女艾莉（贝拉·拉姆齐饰）的工作以换取物资。
该集原导演約翰·倫克由于2019冠状病毒病疫情导致的档期冲突宣布退出，继任者卡特米爾·巴拉戈夫因创作上的分歧而离开了这个项目，最终由麦辛担任导演。《迷失在黑暗之中》最初被写成两集，由于HBO高管认为原先的第一集不会使观众回头，因此将两集合并。麦辛和德鲁克曼为该集编写了额外的场景，以扩展世界观并让观众与角色产生共鸣。该集于2021年7月在艾伯塔省卡尔加里市开始拍摄。该集获得了正面评价，其编剧、导演以及帕斯卡、拉姆齐、帕克和托芙的表演都得到了评论家的赞扬。其首播当日有470万观众观看，12天内观众数量达2200万。

## 剧情
在1968年的一个谈话节目中，流行病学家纽曼（約翰·漢納饰）和肖恩海斯（克里斯托弗·海尔达尔饰）讨论了全球疫情爆发的可能性。纽曼认为，鉴于缺乏预防措施或解药，真菌是一个严峻的威胁。肖恩海斯指出，真菌无法在体温下存活，因此不可能感染人类。纽曼同意这一点，但他指出，随着世界变暖，真菌可能会进化并克服这一弱点，届时人类就“输了”。
2003年，乔尔（佩德羅·帕斯卡饰）与女儿莎拉（尼科·帕克饰）和弟弟湯米（蓋布瑞·盧納饰）住在德克萨斯州奥斯汀。一日莎拉入睡后，乔尔出门去保释被拘捕的汤米。几小时后，莎拉醒来发现邻居被老妇人变成的生物袭击。乔尔和汤米一同赶到并将其杀死。三人试图驾驶卡车逃离沦陷的郊区，却遭到一架坠毁飞机的碎片掀翻。乔尔试图带着莎拉逃跑，但一名士兵拦下了他们的去路并向其开枪。汤米杀死了开枪的士兵，然而莎拉受了致命伤，死在了乔尔的怀里。
20年后的2023年，虫草属变异真菌引发的全球疫情已经摧毁人类文明，大部分幸存者聚集在各地的治安隔离区，其由灾后成立的联邦對策局（Federal Disaster Response Agency，FEDRA）管理。喬爾住在马萨诸塞州波士頓的隔離區，与搭檔泰絲（安娜·托芙飾）靠走私和销售违禁品謀生。乔尔计划前往怀俄明州，寻找失联三星期的汤米。14岁的艾莉（贝拉·拉姆齐饰）被反對策局的地下组织“火萤”关押，领袖瑪琳（默尔·丹德里奇飾）向她透露，自己为了保护她，在她还是孩子的时候就把她送进了對策局的军事学校。玛琳计划把艾莉送到西部，告知了艾莉这样做的原因，并警告她不能将其透露给任何人，否则会被杀死。
乔尔和泰丝本从黑帮头目羅伯特（布萊登·佛雷切飾）手中买下了汽车蓄电池，羅伯特却反将其卖给“火萤”。乔尔和泰丝向黑帮追讨，到后却发现黑帮已跟火萤爆发冲突，整个黑帮以及大部分火萤成员都被杀死。负伤的玛琳向两人提出交易，请求他们将艾莉安全送至马萨诸塞州议会大厦，即可让他们交换任何所需物资，乔尔和泰丝不情愿地答应玛琳的条件。两人带艾莉趁夜间溜出隔离区，然而在不远处被一名巡逻士兵发现，士兵将三人抓捕并强迫其接受感染检查。艾莉趁士兵检测时刺伤了他的腿，导致士兵威胁要射杀她，为了不让20年前的景象重演，乔尔愤怒地将该士兵活活打死。泰丝靠士兵的检测仪器发现艾莉实为感染者，然而艾莉坚称自己并未感染，因为她在数星期前被咬却仍幸免。为了躲避即将靠近的巡逻队，三人被迫深入列为生化污染区的波士顿商业区。

## 制作

### 构思与剧本
《最后生还者》由克雷格·麦辛和尼尔·德鲁克曼联合开创，改编自2013年同名电子游戏；德鲁克曼为该游戏的编剧和创意总监。2020年3月，HBO宣布电视剧改编处于筹划阶段；同年11月20日，HBO正式宣布为电视剧开绿灯。2020年6月，曾《切尔诺贝利》中与麥辛合作的約翰·倫克確定擔當執行製片人，同時執導試播集。同年11月，因應2019冠狀病毒病疫情導致檔期衝突，倫克退出了制作。2021年1月，卡特米爾·巴拉戈夫取代倫克執導試播集。巴拉戈夫多年來一直有興趣執導遊戲改編电视剧，并被确定为前幾集的导演。2022年10月，巴拉戈夫表示自己在一年前因创作分歧而离开了这个项目，他的作品不会出现在成品中。电视剧播出后，他表示前40分钟中大约40%是他的作品。2021年8月，加拿大导演协会透露麥辛将执导其中一集，该集后来被披露为试播集。麥辛和德鲁克曼担任该集的编剧。烂番茄网站于2022年12月披露了该集的标题。
《迷失在黑暗之中》最初被写成两集，第一集将在剧情跳跃到20年后不久结束。但由于HBO和HBO Max的董事长兼首席内容官凯西·布洛伊斯（Casey Bloys）认为原来的第一集不会吸引观众回头，尤其是艾莉的登场十分有限，前两集被合并（22:27）。麦辛最初对该建议感到担心，并因失去一些场景感到惋惜，但他相信布洛伊斯的直觉，并最终认为这是一个正确的决定。麦辛曾两次向德鲁克曼提出该集的冷开场。他们最初的想法是仿照纪录片《地球脉动》中关于虫草菌的片段，但两人后来觉得这很无聊。谈话节目的概念受《迪克·卡威特秀》启发。德鲁克曼起初对这个想法犹豫不决，但在主要制作接近尾声时决定采取开放态度：他发现这既是教育性的介绍，也增添了后续剧情的紧张感，尤其是对于原作游戏的爱好者而言，片头展示了他们未见过的内容（8:43）。 马津认为这也是向刚经历过2019冠状病毒病疫情的向观众展示，类似的病毒疫情曾经发生过，将来也可能再次发生（10:54）。麦辛了借用他写作《切尔诺贝利》所用的方法，暗示人类知道潜在风险已有一段时间。谈话节目的场景设计受到迪克·卡韦特和大卫·萨斯坎德主持的电视节目的启发。
德鲁克曼对电视剧修改原作游戏的剧情持开放态度，但他希望每一次修改都有强有力的理由，以确保他和麥辛考虑到这些修改对后续剧情的影响。游戏的背景设定中疫情爆发于2013年，其叙述的剧情则发生在2033年，电视剧将两者分别改成了2003年和2023年，因为编剧们认为将剧情设定在现在会更有趣、更具真实感，而且没有动摇剧情的根基。原作游戏开篇中玩家需短暂控制莎拉，与该角色建立情感纽带。为了在电视剧中达到类似的效果，麦辛和德鲁克曼写了更多与莎拉有关的场景，让观众与她产生共鸣。开篇中描写点点滴滴的事件亦是为了让观众猜测她的未来。德鲁克曼认为，从莎拉这名孩子的视角来展示疫情的爆发很独特。编剧尝试过许多乔尔把莎拉留在家里的理由，最终选择让汤米因与感染者打架而被逮捕，因为这可同时构筑世界观和角色形象。

### 选角与角色
由于2019冠狀病毒病疫情，选角工作几乎均通过Zoom进行。2021年2月10日，帕斯卡和拉姆齊確定出演喬爾和艾莉。制片人主要寻找能够单独体现乔尔和艾莉以及模仿他们关系的演员（14:42）。 帕斯卡和拉姆齐在开拍前并没有见过面，但制作中两人很快产生了紧密的关系。帕斯卡被选中的原因是他有能力塑造一个坚韧、受折磨、脆弱，并在必要时能压抑自己情绪的角色。帕斯卡由于缺乏游戏技巧并没有自己玩过原作游戏，只看着他的侄子玩了游戏的一部分，他表示乔尔给他留下了深刻的印象，但他担心过度模仿游戏中的乔尔，只想“创造一个健康的距离”，让麥辛和德鲁克曼来决定角色的塑造。制作人希望艾莉的演员有能力塑造足智多谋、古怪且具潜在暴力性的角色形象，约有105名演员被纳入考量。拉姆齐在试镜前就知道这个游戏，但德鲁克曼和麥辛建议她不要为了准备而去玩游戏，以避免复制游戏中的艾莉；拉姆齐选择观看YouTube上重要的游戏场景剪辑，以“确信我内心深处、我皮肤感受到的那个艾莉是正确的”。拉姆齐是英国人，为饰演该角色学习了美国口音。
2021年6月30日，帕克確定出演莎拉。帕克在参演该剧的几年前观看过游戏视频。她想“远离游戏版本”，在剧中提供她自己对角色的诠释。帕克在参演该剧的几年前观看过游戏视频。她想“远离游戏版本”，在剧中提供她自己对角色的诠释。游戏中莎拉死亡的场景让帕克感到害怕，但该场景又是游戏中的标志性场景之一，这让她在饰演时压力非常大。帕克和帕斯卡几乎没有排练莎拉之死的场景，因为他们想“品味”这种感觉（2:02）。开拍后，帕克很快就与饰演乔尔的帕斯卡建立起了关系。4月15日，盧納確定出演湯米。他对该角色充满热情，因为他住在德克萨斯州奥斯汀，这也正是剧中乔尔和汤米的家乡（2:20）。卢纳使用类似于传记片的做法来饰演这个角色，理由是汤米对游戏粉丝来说有十年的历史，“就像他是一个真实的人一样”。卢纳希望忠实还原原作游戏中杰弗里·皮尔斯饰演的汤米，他认为这对他自己和粉丝都很重要。5月27日，梅爾·丹德里奇確定出演瑪琳，她同時在原作遊戲中為該角色完成動作捕捉與配音。7月22日，托芙確定出演泰絲

### 音乐
本集前部分使用了艾薇儿·拉维尼的歌曲明天再说吧和蒂朵的歌曲白旗。《Stylist》的凯莉·德雷（Kayleigh Dray）指出明天再说吧的歌词预示了莎拉的命运：
| And I wanna believe you When you tell me that it'll be OK Yeah I try to believe you But I don't ... I don't know how I'll feel, tomorrow, tomorrow, I don't know what to say, tomorrow, tomorrow... is a different day. | 我很想相信你 当你告诉我一切都安好时 我真的很想相信你 可是我没办法 ... 谁晓得明天我会怎么想 明天是明天的事 谁晓得明天我要说什么 明天是明天的事 结果却不是那么一回事 |
| —明天再说吧歌词 | —网易云音乐的中文翻译 |

蒂朵的白旗则体现了乔尔对女儿的爱，以及乔尔在挣扎中将永不放弃：

| I will go down with this ship, and I won't put my hands up and surrender. There will be no white flag above my door, I'm in love and always will be. | 我会继续乘风破浪 绝不会束手投降 我的门上也永远不会挂上白旗 我会坠入爱河 一直爱着 |
| —白旗歌词 | —网易云音乐的中文翻译                                                            |

片尾曲是的Never Let Me Down Again。麦辛选用此歌的原因是它结合了欢快的歌声和黑暗的歌词，他还认为这首歌的标题反映了乔尔与艾莉间的关系，并指出这首歌将在本季后期以不同的方式再次出现（40:25）。该曲于1月28日在《告示牌》榜单的LyricFind U.S.和LyricFind Global两个周榜上位居第一。榜单数据显示，该曲歌词搜索和使用量在全球范围内增长了182%，在美国增长了999%。该曲也在另类数字歌曲销量榜上排名第七，摇滚数字歌曲销量榜上排名第十八。在美国，该曲一周内的下载量达1000次（较上周增长1199%），流媒体播放量达552,000次（较上周增长210%）。

### 拍摄
克谢尼娅·谢列达（Ksenia Sereda）担任该集的摄影师。演员和工作人员于2021年6月抵达加拿大艾伯塔省卡尔加里。巴拉戈夫于6月29日发布了一张他和帕斯卡在卡尔加里的照片，卢娜于7月2日发布了一张与巴拉戈夫、帕斯卡、帕克和谢列达一起的片场照片。该集於7月12日在卡尔加里開機，比原计划晚了一周。团队于7月13日至19日晚在海里弗进行拍摄，包括一些需要绕道的驾驶场景。乔尔和莎拉闯入死路、他们逃离感染者的建筑物以及开车经过的燃烧的房子的场景都是在这个小镇上拍摄的。由于需要进行编排和特效，死胡同的拍摄花了好几天时间。制作设计师约翰·派诺（John Paino）发现加拿大的几个城镇与美国，尤其是德克萨斯州的建筑有相似之处。一些树木被包裹在各类树皮中，因为加拿大的冷杉与德克萨斯州的树不一样。
2021年5月20日和6月18日晚，团队在麦克劳德堡镇进行技术排练，主街关闭。7月5日至12日，团队在该镇进行准备工作，多个停车场关闭，部分店面被改造。7月19日至24日，团队在麦克劳德堡开始拍摄。乔尔、汤米和莎拉三人驾车逃亡的镜头在麦克劳德堡耗时四周拍摄，群众演员达数百名。拍摄时，卡车车顶安装了一个沙灘車吊舱，特技司机在车顶控制车辆运动，使得团队可以进行360度全景拍摄，谢列达在后方转动摄像机。剧本中该镜头是一个长镜头。麦辛认为这个镜头很难拍摄，部分原因是麦克劳德堡的黑夜时间有限；演员和工作人员在晚上9点到11点半进行排练，直到凌晨4点半左右才开始拍摄。麦辛和德鲁克曼一直到拍摄前几分钟还在为布景添加小元素。飞机坠毁的场景是通过在摄像机前闪动强光以模仿爆炸的效果。演员和工作人员被要求不要直视灯光，以避免伤害眼睛。由于一切都在眼前，帕克在拍摄该场景时感到身临其境和害怕（1:22）。
7月29日晚至次日上午，团队回到了海里弗进行拍摄，拍摄时关闭了一个高速路交汇处并进行了改道。8月，团队转移到卡尔加里拍摄。派诺在加拿大找不到废弃的地点用于拍摄，因此团队需要自己搭建波士顿隔离区的场景；团队选择在斯坦佩德公园附近的三个街区搭建场景，耗时数月。剧组从加沙地带，以及英格兰、法国和印度的贫民窟和公共住房中寻找视觉灵感。乔尔和泰丝的公寓设计旨在暗示一个有爱的家庭曾居住在这里。巴拉戈夫于8月30日宣布完成了制作，后来由于创作上的分歧，他完全离开了这个项目。同年9月，托芙仍在加拿大进行拍摄。剧组有预算重拍本集中的场景，重拍内容包括早餐时的汤米和晚上汤米在监狱里给乔尔打电话，编剧认为这样可以更好地理解这个角色。得克萨斯州场景的重拍于2022年5月底和6月初在奥尔兹进行，当地的几家企业签约协助施工和设计。为拍摄而绘制的壁画原定需要拆除，后来被批准保留在该镇。2022年6月，团队在海里弗重拍乔尔和莎拉闯入死路的场景。

## 反响

### 收视表现
2021年，有消息称《最後生還者》計劃於2022年播出，但布洛伊斯在2022年2月否认了这一消息，并表示预计最快在2023年开播。11月2日，HBO宣布该剧将于2023年1月15日在美国首播，并发布了首张官方海报，不过天空集团和HBO Max已在早些时候泄露了播放时间。第一集于1月9日在洛杉矶韦斯特伍德举行了红毯全球首映，随后于1月11日在布达佩斯和悉尼，1月12日在纽约举行了影院放映会。该剧在线性频道和HBO Max首播当晚吸引了470万美国观众，创下自2010年以来HBO第二高的首播收视表现，仅次于《龍族前傳》。这一数据在两天后增加到1000多万，一周后上升至1800万，十二天内达到2200万。该集在HBO Max首播三小时内，播放时间达到了2.23亿分钟。在线性电视上，首播当晚观众数量为58.8万，收视率为0.17。在拉丁美洲，该剧创下HBO Max有史以来最高的首播收视表现。在英国，首播使原作游戏销量上升：《最后生还者 重制版》销量较前一周增长了322%，《最后生还者 第I章》增长了238%，使两者再度进入销量榜单。1月27日，该集在美国的HBO Max和英国的天空集团YouTube频道上免费发布。

### 评价
根据评论聚合网站烂番茄汇总的39篇评论文章，《迷失在黑暗之中》的正面评价占比为100%，平均得分为9.1分（满分10分），该网站总结的评论家共识是“如真菌般钻入脑海的一场渐渐出现的噩梦，《迷失在黑暗之中》是萦绕心头的试播集，尼科·帕克惹人喜爱的的贡献无可估量”。演员们的表现得到了广泛的赞誉，评论家们特别赞扬了帕斯卡、拉姆齐、托芙和帕克的表演。GameSpot的马克·德莱尼（Mark Delaney）称赞帕斯卡有能力描绘出乔尔在疫情爆发前后不同的一面。Push Square的阿龙·贝恩（Aaron Bayne）认为帕斯卡不用说话就能表演出乔尔所受的折磨，Den of Geek的伯纳德·博（Bernard Boo）则认为帕斯卡的深入细节的表演与托芙相匹配。Kotaku Australia的大卫·史密斯（David Smith）称拉姆齐“也许是试播集的最大胜利”，她出现在帕斯卡面前的场景尤为出色。TVLine将帕克评为本周最佳表演者（Performer of the Week）的荣誉奖，《滚石》的艾伦·塞平沃尔称赞她的表演“紧紧抓住了屏幕”，并将莎拉塑造成一个可爱的人，他还写道，汉纳的表演体现了感染的“内在恐惧”。Den of Geek的博认为每个演员都“对（原始）材料有自己的看法”。
MovieWeb的朱利安·罗曼（Julian Roman）赞扬了麦辛和德鲁克曼编写的本集开头，尤其是从莎拉的视角来看事件的发生令人不寒而栗。Den of Geek的博认为冷开场以一种有意义的方式为故事奠定了基础。独立一线的史蒂夫·格林（Steve Greene）称其为“巧妙的电视（剧）框架”，使观众既有信心又感到焦虑，尽管他也认为一些世界观构筑的仓促令人尴尬。IGN的西蒙·卡尔迪（Simon Cardy）同样认为部分角色和术语的介绍略显仓促。《Total Film》的布拉德利·罗素（Bradley Russell）写道，与恐怖沉重的前半部分相比，后半部分“感觉像是一个更安全的试播集”。《综艺》的丹尼尔·达达里奥（Daniel D'Addario）将本集与麦辛开创的《切尔诺贝利》（2015年）做了对比，并写道本集体现了麦辛“展示（世界）崩溃过程”的天赋。Push Square的贝恩表示，该集巧妙地平衡了原作玩家熟悉的故事和新颖的内容。《Inverse》的戴斯·约翰斯顿（Dais Johnston）认为，该集充足的长度使观众更能与莎拉产生共鸣。
一些评论家赞扬了麦辛的执导和谢列达的摄影。《Total Film》的罗素认为谢列达拍摄的镜头角度为叙事增添了“令人窒息的基调”。几位记者将本集的镜头与原作游戏相比较。IGN的卡尔迪赞扬了镜头运用和视角转换。而《/Film》瓦莱丽·埃廷霍费尔（Valerie Ettenhofer）认为摇晃的手持镜头削弱了世界介绍的影响力，并认为第一集是本季最不足的一集。独立一线的格林表示，麦辛在背景中讲述故事的技巧有效地增加了紧张感。《好莱坞报道》的丹尼尔·芬伯格（Daniel Fienberg）称该集“制作精良”，但认为它“（对原作游戏玩家）太熟悉了，无法维持81分钟的时长”，并指出该集对新的观众没有足够的指示。《滚石》的塞平沃尔没有玩过原作游戏，表示不知道为什么这么多朋友看到该集时如此兴奋，但他认为麦辛没有试图模仿游戏的“视觉语言”，使该集更有动作感。Den of Geek的博赞扬其制作设计表现了游戏的美感。《Total Film》的罗素写道，该集的配乐“有效地加强，但从未压制该集的情感节拍”。

### 獎項
| 屆次與獎名                   | 獎項                                   | 入圍者                                               | 結果 | 來源    |
| ---------------------------- | -------------------------------------- | ---------------------------------------------------- | ---- | ------- |
| 第75届黄金时段创意艺术艾美奖 | 喜剧或剧情类剧集（一小时）最佳混音     | 《迷失在黑暗之中》                                   | 獲獎 | [ 123 ] |
| 第75届黄金时段创意艺术艾美奖 | 喜剧或剧情类剧集（一小时）最佳音效剪辑 | 《迷失在黑暗之中》                                   | 獲獎 | [ 123 ] |
| 第60屆電影音效學會獎         | 最佳混音–一小時影集                    | 迈克尔·普莱费尔、马克·菲什曼、凱文·羅奇和兰迪·威尔逊 | 獲獎 | [ 124 ] |
| 第71屆金膠捲獎               | 最佳音效與擬音–一小時影集              | 《迷失在黑暗之中》                                   | 提名 | [ 125 ] |
| 第71屆金膠捲獎               | 最佳單集配樂                           | 马尔滕·霍夫梅耶                                      | 獲獎 | [ 125 ] |
| 第7届年度黑胶卷电视奖        | 剧情类剧集最佳客串演员                 | 尼科·帕克                                            | 提名 | [ 126 ] |